# Algis Jurgis Kundrotas
Algis Jurgis Kundrotas (15. července 1950, Užšustis, okres Šilutė, Litva) je litevský fyzik, habilitovaný doktor fyzikálních věd, vysokoškolský profesor a nezávislý výzkumný pracovník.

## Život

### Vysokoškolské vzdělání
V letech 1968 až 1972 absolvoval Pedagogický institut ve Vilniusu, kde ukončil svá vysokoškolská studia v roce 1972 (diplom z fyziky s vyznamenáním).

### Postgraduální studia
Následná studia absolvoval ve Vilniusu v Ústavu fyziky polovodičů v letech 1976 až 1979. Mezi litevské kandidáty fyzikálně-matematických věd (titul Ph.D.) se zařadil v roce 1981, kdy na Vilniuské univerzitě obhájil svoji disertační práci (práce na téma: Výzkum kinetických procesů v mělké mezeře polovodiče PtSb2). Doktorem fyzikálních věd (titul DrSc. – obor fyzika) se habilitoval ve Vilniusu v roce 1999 (práce na téma: Nárazová ionizace mělkých nečistot a excitonů v polovodičích a kvantových jámách A3B5).

### Profesní zkušenosti
Od roku 1980 do roku 2015 pracoval v Ústavu fyziky polovodičů, kde postupně prošel různými pracovními pozicemi. Mezi léty 1980 až 1986 jako mladší výzkumný pracovník (Junior Research Associate), poté následovalo dvouleté období (1986-1987), kdy byl zařazen na funkci výzkumného pracovníka (Research Associate). Od roku 1987 až do konce své pracovní kariéry v roce 2015 zastával pozici staršího výzkumného pracovníka (Senior Research Associate). Do tohoto období spadá i výkon funkce vedoucího vědeckého pracovníka, jímž byl pověřen od roku 2001. Vysokoškolskou profesorskou pedagogickou dráhu zahájil v roce 2002 na Technické univerzitě Gediminase ve Vilniusu. Tady byl v letech 2002 až 2010 zaměstnán na Katedře fyziky. Pro studující magisterského studia přednášel obor matematického modelování fyzikálních procesů. Od roku 2016 působí jako nezávislý výzkumný pracovník (independent reseacher).

### Specializace a vědecké zájmy
Hlavním vědeckým oborem Algise Jurgise Kundrotase je fyzika polovodičů a polovodičových nanostruktur. Dalšími obory jsou:
- Experimentální metody a počítačové simulace;
- Nízkoteplotní kontinuální a přechodné fotoluminiscenční experimenty s objemovými polovodiči a kvantovými jámami;
- Lavinový rozpad excitonů a nečistot ve vysokých elektrických polích;
- Vliv záření na polovodičové nanostruktury a jeho aplikace v detektorech záření;
- Časově korelované systémy počítání jednotlivých fotonů a jejich aplikace pro zkoumání přechodných procesů v polovodičích a polovodičových nanostrukturách;
- Kvantová mechanika, tunelové procesy v polovodičových nanostrukturách;
- Kvantová mechanika zlomkových rozměrů a její aplikace na fyziku polovodičů a polovodičových nanostruktur.

Mezi výzkumné zájmy Algise Jurgise Kundrotase patří:
- fyzika polovodičů, optická elektronika a spektroskopie;
- kvantové jevy polovodičových heterogenních útvarů;
- interakce polovodičových útvarů s jadernými částicemi;
- počítačové modelování fyzikálních jevů;
- kvantová fyzika prostoru frakčních rozměrů a její aplikace na nanočástice

### Členství v odborných společnostech
- Člen Litevské fyzikální společnosti (Lithuanian Physics Society);
- Člen Litevské vědecké společnosti (Lithuanian Scientific Society);
- Člen Mezinárodní společnosti pro optické inženýrství (International Society for Optical Engineering).

### A. J. Kundrotas a litevský obrodný proces
V roce 1988 začalo vznikat v Litvě občanské hnutí známé jako Sąjūdis – Litevské hnutí za přestavbu – jehož prvním cílem bylo dosažení skutečné autonomie Litvy v rámci Sovětského svazu posléze však cíle hnutí přerostly i ve snahu o plnou litevskou nezávislost. 
Před zakládající schůzí členů Sąjūdis na půdě litevské Akademi věd proběhlo setkání, kterého se, jako zástupci Ústavu fyziky polovodičů, zúčastnili profesor Adolfas Dargys a Jurgis Kundrotas. Schůze pracovníků výzkumných ústavů se v litevské Akademii věd konala 15. února 1988. Zde byla přijata deklarace požadující zrušení paktu Molotov-Ribbentrop, uznání protiprávnosti začlenění Litvy do SSSR a obnovení Litvy jako suverénního státu. Jurgis Kundrotas byl rovněž odpovědný za podpis deklarace. Není proto divu, že nejdůležitějšími centry hnutí Sąjūdis ve Vilniusu se v té době staly Ústavy fyziky polovodičů a fyziky. Zde se sháněly peníze, šily vlajky, malovaly plakáty, připravovaly důležité dokumenty, například návrhy na ústavu, na zavedení prezidentství atd.
Během těchto obrodných procesů byl založen Litevský svaz vědců, který byl jednou z nejvlivnějších organizací. Jurgis Kundrotas byl vedoucím sekretariátu Litevského svazu vědců a šéfredaktorem novin Mokslo Lietuva (Litevská věda). Tato tiskovina vycházela v nákladu 5 000 výtisků a jejich příloha pro studenty angličtiny "Step by Step" měla náklad dokonce 35 000 výtisků.
Plné nezávislosti dosáhla Litva 11. března 1990 díky iniciativě Vytautase Landsbergise, když Nejvyšší sovět Litevské sovětské socialistické republiky vyhlásil Zákon o obnovení nezávislého litevského státu. Reálné nezávislosti dosáhla Litva až po 21. srpnu 1991. 

### Ocenění
Litevská národní cena za vědu. V březnu 2001 byla Jurgisi Kundrotasovi a jeho kolegům (profesoru Adolfu Dargisovi a Dr. Nerii Žurauskienė) udělena Národní cena za zásluhy v oblasti fyzikálních věd za rok 2000 za cyklus prací Rázová a tunelová ionizace v polovodičích.

## Rodina a příbuzní

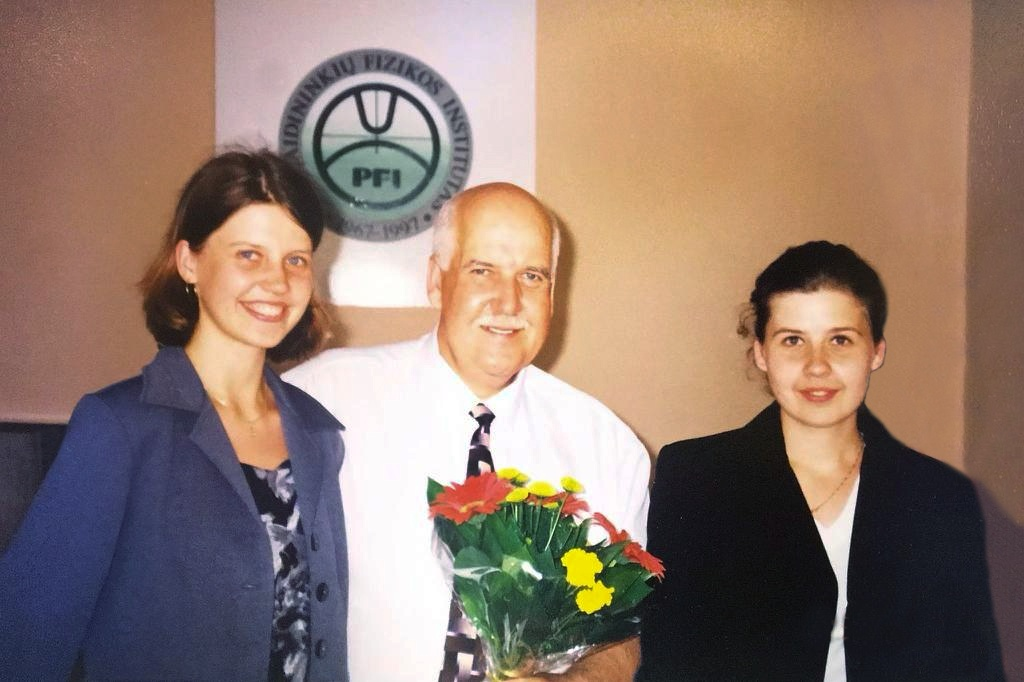
A. J. Kundrotas se svými dcerami (rok 1999)

- Manželka Bronislava (Tamašauskaitė) Kundrotienė vystudovala Pedagogický institut ve Vilniusu, obor matematika.
- Nejstarší dcera Monika Granja (* 1974) vystudovala Právnickou fakultu Karlovy univerzity v Praze a je ředitelkou Výboru dobré vůle – Nadace Olgy Havlové v České republice.[5]
- Mladší dcera Agne Johannessen (* 1977) vystudovala fyziku na Univerzitě ve Vilniusu a má doktorát z fyziky (PhD in Physics) z University of Glasgow. Působí v Norsku jako výzkumná pracovnice (docentka)[6][7] na University of South-Eastern Norway (Vestfold, Bakkenteigen).
- Syn Benas Kundrotas (* 1978) vystudoval Gediminasovu technickou univerzitu ve Vilniusu a Litevskou vojenskou akademii. Je doktorem věd v oboru elektrotechniky a elektroniky.[8][9] Pracuje na Úřadu vlády Litevské republiky.
- Zeť (manžel dcery Agne Johannessen) Erik Andrew Johannessen má doktorát z bioelektroniky (Ph.D. degree in bioelectronics) z Liverpoolské univerzity (Liverpool University) ve Velké Británii. Působí v Norsku jako vysokoškolský profesor na University of South-Eastern Norway (Vestfold, Bakkenteigen)
- Snacha (manželka Banase Kundrotase) Greta (Meškauskaitė) Kundrotienė vystudovala Pedagogickou univerzitu ve Vilniusu
- Vnučka Karolina Granja (od dcery Moniky Granja) vystudovala univerzity v Berlíně a v Amsterdamu, žije v Berlíně a pracuje v oblasti environmentální ekonomie.
- Vnoučata (od syna Benase Kundrotase): Adelė, Tadas.

## Publikační činnost (výběr, chronologicky)

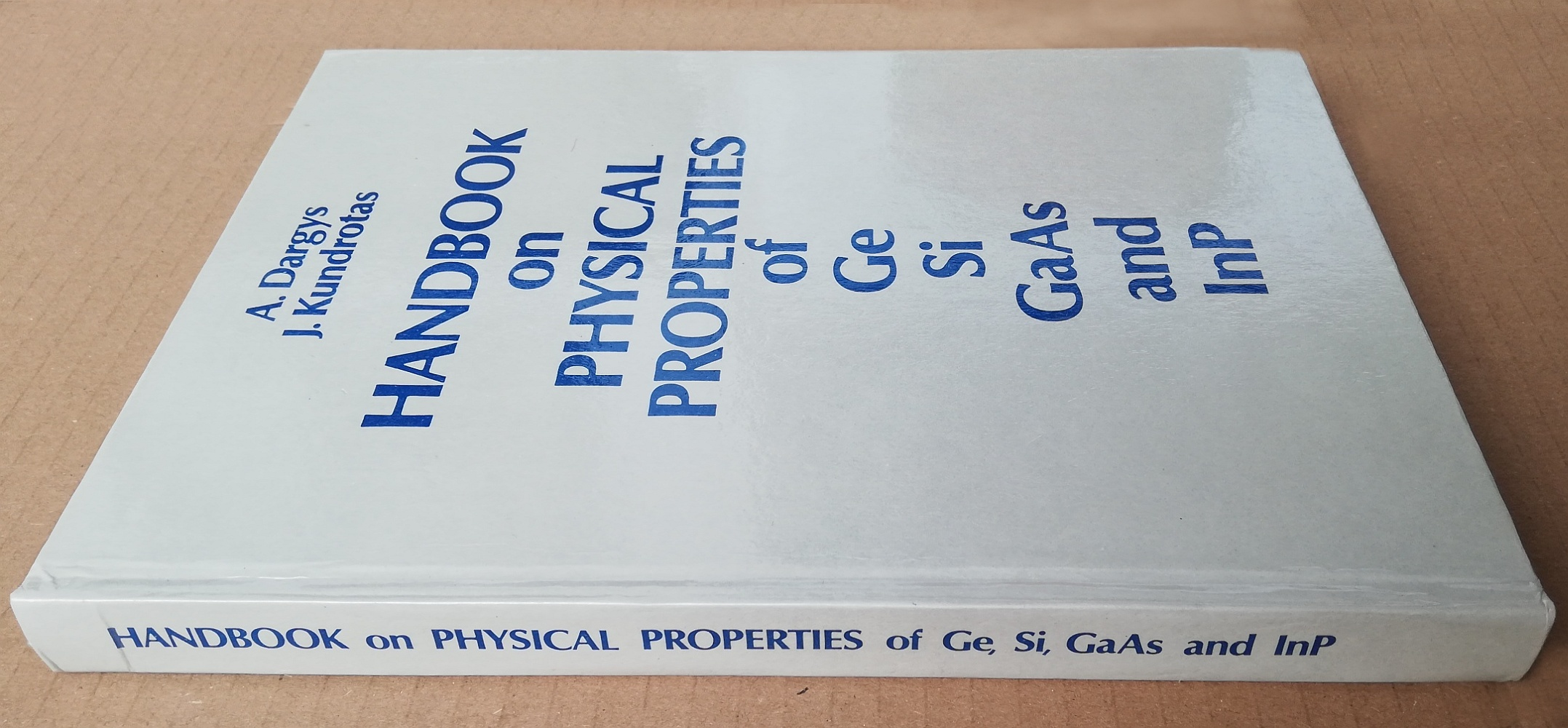
Spoluautor knihy Příručka o fyzikálních vlastnostech Ge, Si, GaAs a InP

- Jurgis Kundrotas, Adolfas Dargys. Electron tunneling from an ultrathin quantum well in constant and alternating electric fields (Tunelování elektronů z ultratenké kvantové jamky v konstantních a střídavých elektrických polích). Phys. Status Solidi B, V. 134, No. 1, strany 267 až 274 (1986).[10]
- Adolfas Dargys, Jurgis Kundrotas. Handbook on Physical Properties of Ge, Si, GaAs and InP (Příručka o fyzikálních vlastnostech Ge, Si, GaAs a InP), Vilnius, Science and Encyclopedia Publishers (Vydavatelé vědeckých publikací a encyklopedií); (1994); ISBN 5-420-01088-7; 262 stran[2][11]
- Jurgis Kundrotas, Adolfas Dargys, A. Čėsna. The hot electron distribution function under impurity breakdown conditions (Distribuční funkce horkých elektronů za podmínek průrazu příměsí). Phys. Status Solidi B, V. 194, No. 2, strany 649 až 660; (1996).[12]
- Jurgis Kundrotas. Impact ionization coefficient of excitons in n-GaAs (Rázový ionizační koeficient excitonů v n-GaAs). Semicond. Sci. Technol., V. 14, No. 5, strany 461 až 464 (1999).[13]
- Jurgis Kundrotas. GaAs/AlGaAs technologija. (Technologie GaAs/AlGaAs). Puslaidininkių fizikos institutas (Ústav fyziky polovodičů), Vilnius (1999); 114 stran[2]
- Jurgis Kundrotas. GaAs/AlGaAs savybės (Vlastnosti GaAs/AlGaAs), Puslaidininkių fizikos institutas (Ústav fyziky polovodičů), Vilnius (2001) 168 stran[2]
- Jurgis Kundrotas, A. Čerškus, S. Ašmontas, G. Valušis, B. Sherliker, M. P. Halsall, M. J. Steer, E. Johannessen, and P. Harrison. Excitonic and impurity-related optical transitions in beryllium δ-doped GaAs/AlAs multiple quantum wells: Fractional-dimensional space approach (Excitonové a s nečistotou související optické přechody v beryliem δ dopovaných vícenásobných kvantových jámách GaAs/AlAs). Phys. Rev. B, V. 72, No 23, 235322 (11) (2005).[14]
- Jurgis Kundrotas, A. Čerškus, S.Ašmontas, G. Valušis, M. P. Halsall, E. Johannessen, P. Harison. Impurity-induced Huang-Rhys factor in beryllium δ-doped GaAs/AlAs multiple quantum wells: fractional-dimensional approach (Huang-Rhysův faktor indukovaný impedancí v beryliem δ dopovaných vícenásobných kvantových jamkách GaAs/AlAs). Semicond. Sci. Technol., V. 22, No 9, strany 1070 až 1076 (2007).[15]
- Jurgis Kundrotas, A. Čerškus, G. Valušis, L.H. Li, E.H. Linfield, A. Johannessen, E. Johannessen. Light emission lifetimes in p-type δ-doped GaAs/AlAs multiple quantum wells near the Mott transition. (Doby života světelné emise v p-typu δ-dopovaných kvantových jamek GaAs/AlAs v blízkosti Mottova přechodu). J.Appl. Phys., V. 112, No 4, strany 043105-1-5 (2012).[16]
- Jurgis Kundrotas, A. Čerškus, G. Valušis, E.H. Linfield, E. Johannessen, A. Johannessen. Dynamics of free carriers-neutral impurity related optical transitions in Be and Si δ-doped GaAs/AlAs multiple quantum wells: Fractional-dimensional space approach (Dynamika optických přechodů mezi volnými nosiči a neutrálními příměsemi ve vícenásobných kvantových jámách GaAs/AlAs dopovaných Be a Si δ). Lithuanian J. Phys., Vol. 54, No 4, strany 233 až 243 (2014).[17]
- Benas Kundrotas, Algis Jurgis Kundrotas. Modern Car Handbook (Příručka moderního automobilu). Vilnius (2020); 242 stránek; ISBN 978-609-475-496-8[18]